# Szara tuudżi
Szara tuudżi (tłum. Żółta historia) – mongolska kronika pochodząca z drugiej połowy XVII wieku, której autorem był jeden z książąt chałchaskich. Kronika zawiera wiele fragmentów zapożyczonych z Tajnej historii Mongołów, przynosząc poza tym dużo informacji genealogicznych, sięgających w chronologii do XVII wieku.